# ون باسورد
برنامج باسورد 1 (بالإنجليزية: 1Password)‏ هو برنامج لحفظ كلمات السر، أسسه مدير شركة أخيليباتس. وهو يوفر مكانا للمستخدمين لتخزين كلمات السر المختلفة، وتراخيص البرمجيات، وغيرها من المعلومات الحساسة. ويمكن تخزين كلمة المرور للملفات محليا ومزامنتها، ويمكن أيضا مزامنة الملفات من خلال دروب بوكس، أو من شبكة واي فاي المحلية أو من خلال أي سحابة.